# Lijst van staatshoofden van Afghanistan
Deze lijst geeft de staatshoofden van Afghanistan:

## Staatshoofden van Afghanistan (1880-heden)

### Emirs en koningen van Afghanistan (1880-1973)

Koninklijke vlag van Afghanistan (1931-1973)

| Monarch | Monarch                                 | Regeringsperiode |
| ------- | --------------------------------------- | ---------------- |
|         | Emir Abdoer Rahman Khan (1844-1901)     | 1880-1901        |
|         | Emir Habiboellah Khan (1872-1919)       | 1901-1919        |
|         | Emir Nasroellah Khan (1857-1920)        | 1919             |
|         | Emir/koning Amanoellah Khan (1892-1960) | 1919-1929        |
|         | Koning Inajatoellah Khan (1888-1946)    | 1929             |
|         | Emir Habiboellah Kalakani (1890-1929)   | 1929             |
|         | Koning Nadir Sjah (1883-1933)           | 1929-1933        |
|         | Koning Zahir Sjah (1914-2007)           | 1933-1973        |

### Presidenten van Afghanistan (1973-1996)
| President | President                           | Ambtstermijn |
| --------- | ----------------------------------- | ------------ |
|           | Daoed Khan (1909-1978)              | 1973-1978    |
|           | Nur Muhammad Taraki (1913-1979)     | 1978-1979    |
|           | Hafizullah Amin (1929-1979)         | 1979         |
|           | Babrak Karmal (1929-1996)           | 1979-1986    |
|           | Haji Muhammad Chamkani (1947-2012)  | 1986-1987    |
|           | Mohammed Nadjiboellah (1947-1996)   | 1987-1992    |
|           | Abdul Rahim Hatif (1926-2013)       | 1992         |
|           | Sibghathoellah Mujadidi (1926-2019) | 1992         |
|           | Burhanuddin Rabbani (1940-2011)     | 1992-1996    |

### Emir van Afghanistan (1996-2001)
| Monarch                    | Regeringsperiode | Opmerking                                                                                |
| -------------------------- | ---------------- | ---------------------------------------------------------------------------------------- |
| Mohammed Omar (1960-2013?) | 1996/1997-2001   | Ook bekend als Mullah Omar en Amir-ul-Momineem, wat "Commandant der gelovigen" betekent. |

### Presidenten van Afghanistan (2001-2021)

Presidentiële vlag van Afghanistan (2004-2013)

Presidentiële vlag van Afghanistan (2013-2021)

| President | President                       | Ambtstermijn      | Ambtstermijn      |
| --------- | ------------------------------- | ----------------- | ----------------- |
|           | Burhanuddin Rabbani (1940-2011) | 28 juni 1992      | 22 december 2001  |
|           | Hamid Karzai (1957)             | 22 december 2001  | 29 september 2014 |
|           | Ashraf Ghani (1949)             | 29 september 2014 | 15 augustus 2021  |

### Leider van Afghanistan (sinds 2021)
| Monarch                                         | Regeringsperiode       | Opmerking |
| ----------------------------------------------- | ---------------------- | --- |
| Haibatullah Akhundzada (geboortedatum onbekend) | 15 augustus 2021-heden | Gekozen als leider van de taliban op 25 mei 2016, aangetreden als staatshoofd na de val van Kabul op 15 augustus 2021 |